# Vpadina Podlëdnaja
Die Vpadina Podlëdnaja (englische Transkription von russisch Впадина Подлёдная Wpadina Podljodnaja, deutsch ‚Eisdepression‘) ist ein Tal im Mac-Robertson-Land. In den Prince Charles Mountains liegt es südöstlich der Nilsson Rocks.
Russische Wissenschaftler benannten es.